# العلاقات الأسترالية اليابانية
العلاقات الأسترالية اليابانية هي العلاقات الثنائية التي تجمع بين أستراليا واليابان.
تتجسد العلاقات الأسترالية اليابانية بالعلاقات الخارجية بين البلدين. تُعد هذه العلاقات ودية بصورة عامة، وحافظت على نمو قوي مستمر خلال السنين. يُعد البلدان متقاربين إلى حد كبير وكبيرين ومدفوعين بالمصالح المشتركة، وتربطهما علاقات وثيقة مع العالم الغربي. تُعد اليابان أحد الشركاء الاقتصاديين الرئيسيين لأستراليا، فهي ثاني «أكبر شريك تجاري لأستراليا، وهي مصدر متزايد الأهمية لاستثمار رأس المال». توسعت العلاقات في الآونة الأخيرة خارج إطار الروابط الاقتصادية والتجارية القوية إلى مجالات أخرى، بما في ذلك الثقافة والسياحة والدفاع والتعاون العلمي.
كان هناك بعض التوتر في المرحلة المبكرة من العلاقة، مثل الحرب العالمية الثانية، والهيمنة الاقتصادية الملموسة لليابان خلال ثمانينيات وأوائل تسعينيات القرن العشرين. نظرت الحكومة الأسترالية وقادة الأعمال إلى اليابان على أنها سوق تصدير حيوية، وعنصر أساسي في نمو وازدهار أستراليا في المستقبل في منطقة آسيا والمحيط الهادئ. تنظر اليابان إلى أستراليا كشريك مهم ومصدر موثوق للطاقة والمعادن والمنتجات الأولية الأخرى، ووجهة سياحية شهيرة، وقناة مفيدة للغرب، والقوة الاقتصادية المتوسطة الأخرى الوحيدة في منطقة آسيا والمحيط الهادئ.
أشاد رئيس الوزراء الأسترالي السابق توني أبوت مؤخرًا باليابان باعتبارها أقرب أصدقاء أستراليا في آسيا، وشرع في إنشاء اتفاقية للتجارة الحرة بين البلدين. تعترف كل من أستراليا واليابان ببعضهما البعض كشريكين استراتيجيين رئيسيين في منطقة آسيا والمحيط الهادئ، وبلدين ديمقراطيين ليبراليين مزدهرين، وحليفين رئيسيين للولايات المتحدة. وصفت وزيرة الدفاع السابقة ماريز باين اليابان بأنها «شريك رئيسي» في المنطقة، ووصف وزير الخارجية الياباني السابق فوميو كيشيدا العلاقة بأنها محور الأمن في منطقة آسيا والمحيط الهادئ.
لدى أستراليا سفارة في طوكيو، وقنصليات في أوساكا وفوكوكا إلى جانب قنصلية في سابورو، وتملك اليابان أيضًا سفارة في كانبيرا وقنصليات عامة في سيدني وملبورن وبريزبان وبرث إلى جانب قنصلية في كيرنز.

## العلاقات الاستعمارية وما بعد الفدرالية بين أستراليا وإمبراطورية اليابان
سُجِّل أول استيراد للفحم الأسترالي من قبل اليابان في عام 1865، وسُجِّلت أولى الواردات اليابانية من الصوف الأسترالي في عام 1888. كان أول شخص ياباني معروف استقر في أستراليا تاجرًا هاجر إلى كوينزلاند في عام 1871. قُدِّر عدد المهاجرين اليابانيين في أستراليا 4000 شخص في بدايات الاتحاد الأسترالي في عام 1901، وأقام معظمهم حول تاونسفيل حيث أنشأت الحكومة اليابانية قنصليتها الأولى في عام 1896. عمل المهاجرون في الغالب في قصب السكر والصناعات البحرية مثل جمع السلاحف والنهيد وخيار البحر اللؤلؤ. أُلغيَت الهجرة اليابانية إلى أستراليا بشكل فعلي من خلال قانون تقييد الهجرة الأسترالي لعام 1901، وذلك مع فرض «اختبار الإملاء» باللغة الأوروبية على المهاجرين المحتملين، ومع سياسة أستراليا البيضاء. أدى ذلك إلى إغلاق قنصلية تاونسفيل في عام 1908.
كانت اليابان «ثالث أهم شريك تجاري لأستراليا» في عام 1930-1931. استمرت العلاقات الاقتصادية في الازدهار، وأصبحت اليابان ثاني أكبر سوق تصدير لأستراليا بعد المملكة المتحدة بحلول منتصف ثلاثينيات القرن العشرين. مارست بريطانيا ضغطًا سياسيًا على أستراليا للحد من استيراد المنسوجات اليابانية في عام 1936، والتي كانت تضر بسوق المنسوجات البريطاني في أستراليا. ردت اليابان على التعريفات الجديدة بحواجز تجارية خاصة بها. توصل الطرفان إلى اتفاق في عام 1937 لتخفيف القيود، وذلك بعد إدراكهما بأن الحرب التجارية لم تكن مثمرة.
كانت طوكيو العاصمة الثانية (بعد واشنطن العاصمة في الولايات المتحدة) التي أنشأت أستراليا فيها مفوضية منفصلة عن السفارة البريطانية اعترافًا بأهمية العلاقات اليابانية.
هدد الغزو الياباني الأراضي الأسترالية بشكل مباشر خلال الحرب العالمية الثانية، وهاجمت القوات اليابانية داروين في شمال أستراليا وميناء سيدني. اعتُقِل السكان اليابانيون العرقيون في أستراليا في عام 1941، ورُحِّل معظمهم إلى اليابان في نهاية الحرب. لعبت القوات الأسترالية دورًا قتاليًا نشطًا في المعارك في جميع أنحاء مسرح جنوب شرق آسيا وجنوب غرب المحيط الهادئ في الحرب العالمية الثانية، ودورًا مهمًا في احتلال اليابان بعد الحرب.

## العلاقات الاقتصادية والسياحة والهجرة

### التجارة
تحول مسار التجارة الأسترالية بعيدًا عن دول الكومنولث الأخرى نحو آسيا في فترة الستينيات والسبعينيات من القرن العشرين. برزت اليابان بشكل خاص كشريك تجاري رائد. تفوقت اليابان على المملكة المتحدة في عام 1966-1967 «لتصبح أكبر سوق للصادرات الأسترالية». تعد اليابان الآن ثاني أكبر سوق تصدير لأستراليا (بعد الصين)، وذلك على الرغم من أن اليابان تحتل المرتبة الثالثة فقط كمصدر للواردات إلى أستراليا بعد الولايات المتحدة والصين. تسبب ذلك بامتلاك أستراليا فائضًا تجاريًا مع اليابان.
تُعد أستراليا مصدرًا أساسيًا للغذاء والمواد الخام لليابان. شكلت أستراليا 5.4% من إجمالي الواردات اليابانية في عام 1990، وهي حصة ظلت ثابتة نسبيًا في أواخر الثمانينيات. كانت أستراليا أكبر مورد فردي للفحم وخام الحديد والصوف والسكر لليابان في عام 1990، وتعد أيضًا موردًا لليورانيوم. جعل الاستثمار الياباني أستراليا أكبر مصدر فردي للواردات الإقليمية اليابانية بحلول عام 1987. جعل الحظر المفروض على لحوم البقر الأمريكية والكندية أستراليا أكبر مورد للحوم البقر في اليابان مؤخرًا.
جذبت مشاريع تنمية الموارد في أستراليا رأس المال الياباني، وذلك بالإضافة إلى الحمائية التجارية من أجل التأكيد على الإنتاج المحلي للسوق الأسترالية. بلغ إجمالي الاستثمارات في أستراليا 8.1 مليار دولار أمريكي في عام 1988، وهو ما يمثل 4.4% من الاستثمار الياباني المباشر في الخارج. انخفضت هذه الحصة بسبب اتساع نطاق الاستثمار الأجنبي الياباني من 5.9% في عام 1980. ازداد الاستثمار العقاري الياباني في أستراليا خلال الثمانينيات، ولاسيما في منطقة المنتجع على المحيط المعروفة باسم غولد كوست، حيث كان الوجود الياباني قويًا بما يكفي لخلق بعض الاستياء.
واجهت أستراليا حصصًا وتعريفات جمركية عالية وعوائق شرطية في تصدير المنتجات الزراعية إلى اليابان، بما في ذلك لحوم البقر والزبدة والتفاح، وذلك في الوقت التي كانت تحمي فيه اليابان زراعتها. تعد اليابان «أكبر سوق تصدير للحوم البقر في أستراليا، إذ شحنت 35.8% من جميع لحوم الأبقار في حمولة عام 2011».
بدأت المفاوضات في عام 2007 حول اتفاقية ثنائية للتجارة الحرة بين أستراليا واليابان. تاجرت أستراليا بالمعادن الخام مع اليابان مقابل أرباح كبيرة، وتاجرت اليابان بالتكنولوجيا مثل أجهزة التلفزيون والحواسيب والسيارات. تعد اليابان واحدة من الموردين الرئيسيين لعدد من السلع المصنعة المستوردة في أستراليا، وكانت أيضًا المصدّر الرئيسي للسيارات والدراجات النارية.

### الهجرة
ادعى 40,968 شخصًا أستراليًا أنهم ذوو أصل ياباني، وذلك وفقًا لبيانات المكتب الأسترالي للإحصاء منذ عام 2006. كان هناك نحو 9,900 مواطن أسترالي مقيم في اليابان حتى 30 يونيو عام 2017، وذلك وفقًا لوزارة الخارجية اليابانية.

### السياحة
تسمح اليابان بدخول الأستراليين دون تأشيرة، وردت أستراليا بالمثل، فسمحت لليابانيين بالتقدم للحصول على تصريح فوري من هيئة السفر الإلكترونية، أي السماح بالدخول بدون تأشيرة لمدة تصل إلى 3 أشهر.

## شراكات تعليمية
اتفقت أستراليا واليابان على خطة توفير تأشيرة عطلة عمل للشباب من البلدين في عام 1980. كان برنامج عطلة العمل هذا الأول من نوعه في اليابان.

## مقارنة بين البلدين
هذه مقارنة عامة ومرجعية للدولتين:
| وجه المقارنة                                              | أستراليا                                   | اليابان         |
| --------------------------------------------------------- | ------------------------------------------ | --------------- |
| المساحة (كم2)                                             | 7.69 مليون                                 | 377.97 ألف      |
| عدد السكان (نسمة)                                         | 24.51 مليون                                | 126.79 مليون    |
| الكثافة السكانية (ن./كم²)                                 | 3.19                                       | 335.45          |
| العاصمة                                                   | كانبرا، ملبورن                             | طوكيو           |
| اللغة الرسمية                                             | لغة إنجليزية                               | اللغة اليابانية |
| العملة                                                    | دولار أسترالي، جنيه إسترليني، جنيه أسترالي | ين ياباني       |
| الناتج المحلي الإجمالي (بليون دولار)                      | 1.32 تريليون                               | 4.87 تريليون    |
| الناتج المحلي الإجمالي (تعادل القوة الشرائية) بليون دولار | 1.10 تريليون                               | 5.18 تريليون    |
| الناتج المحلي الإجمالي الاسمي للفرد دولار أمريكي          | 56.31 ألف                                  | 34.52 ألف       |
| الناتج المحلي الإجمالي للفرد دولار أمريكي                 | 45.92 ألف                                  | 36.62 ألف       |
| مؤشر التنمية البشرية                                      | 0.939                                      | 0.903           |
| رمز المكالمات الدولي                                      | +61                                        | +81             |
| رمز الإنترنت                                              | .au                                        | .jp             |
| المنطقة الزمنية                                           |                                            | توقيت اليابان   |

## مدن متوأمة
في ما يلي قائمة باتفاقيات التوأمة بين مدن أسترالية ويابانية:
- ترتبط City of Glen Eira [الإنجليزية]‏ مع أوغاكي باتفاقية توأمة.
- ترتبط City of Victor Harbor [الإنجليزية]‏ مع مانيوا باتفاقية توأمة.
- ترتبط سيدني مع ناغويا باتفاقية توأمة منذ 16 سبتمبر 1980.[28]
- ترتبط ملبورن مع أوساكا باتفاقية توأمة منذ 21 يوليو 2004.[29][30]
- ترتبط City of Fremantle [الإنجليزية]‏ مع يوكوسوكا باتفاقية توأمة.[31]
- ترتبط City of Belmont [الإنجليزية]‏ مع أداتشي باتفاقية توأمة منذ 1 أكتوبر 1984.
- ترتبط City of Whitehorse [الإنجليزية]‏ مع ماتسودو باتفاقية توأمة منذ 12 مايو 1971.
- ترتبط فيكتوريا مع آيتشي باتفاقية توأمة منذ 2 مايو 1980.
- ترتبط أديلايد مع هيميجي باتفاقية توأمة.
- ترتبط كانبرا مع نارا باتفاقية توأمة.[32]
- ترتبط أستراليا الغربية مع هيوغو باتفاقية توأمة منذ 23 يونيو 1981.
- ترتبط غولد كوست مع كاناغاوا باتفاقية توأمة منذ 1982.
- ترتبط بريزبان مع كوبه باتفاقية توأمة منذ 1985.[33][33]
- ترتبط جلادستون مع سايكي باتفاقية توأمة.
- ترتبط ميناء ماكواري مع هاندا باتفاقية توأمة منذ 14 أبريل 1990.
- ترتبط City of Frankston [الإنجليزية]‏ مع سوسونو باتفاقية توأمة.
- ترتبط كيرنز مع أوياما باتفاقية توأمة.
- ترتبط City of Hobsons Bay [الإنجليزية]‏ مع أنجو باتفاقية توأمة.
- ترتبط كوفس هاربور مع ساسيبو باتفاقية توأمة.
- ترتبط نيوساوث ويلز مع طوكيو باتفاقية توأمة منذ 9 مايو 1984.
- ترتبط City of Lake Macquarie [الإنجليزية]‏ مع هاكوداته باتفاقية توأمة منذ 31 يوليو 1992.
- ترتبط بوسلتون مع سوغيتو [الإنجليزية]‏ باتفاقية توأمة.
- ترتبط City of Perth [الإنجليزية]‏ مع كاغوشيما باتفاقية توأمة منذ 23 أبريل 1979.[34][35][36]
- ترتبط تاونسفيل مع لواكي باتفاقية توأمة.[37][37]
- ترتبط ولونغونغ مع كاواساكي باتفاقية توأمة.
- ترتبط جنوب أستراليا مع أوكاياما باتفاقية توأمة منذ 7 مايو 1993.
- ترتبط كوينزلاند مع سايتاما باتفاقية توأمة منذ 1 أكتوبر 1984.
- ترتبط هوبارت مع يايزو باتفاقية توأمة.
- ترتبط لاونسستون مع إكيدا باتفاقية توأمة منذ 1 نوفمبر 1965.
- ترتبط ليزمور مع ياماتوتاكادا باتفاقية توأمة.

## منظمات دولية مشتركة
يشترك البلدان في عضوية مجموعة من المنظمات الدولية، منها:
| علم المنظمة | اسم المنظمة                                      | تاريخ انضمام أستراليا | تاريخ انضمام اليابان |
| ----------- | ------------------------------------------------ | --------------------- | -------------------- |
|             | مجموعة العشرين                                   | ?                     | ?                    |
|             | منظمة التعاون الاقتصادي والتنمية                 | ?                     | ?                    |
|             | منتدى التعاون الاقتصادي لدول آسيا والمحيط الهادئ | 6 نوفمبر 1989         | 6 نوفمبر 1989        |
|             | منظمة التجارة العالمية                           | ?                     | ?                    |
|             | الاتحاد البريدي العالمي                          | ?                     | ?                    |
|             | منتدى آسيان الإقليمي ‏                            | ?                     | ?                    |
|             | الوكالة الدولية للطاقة                           | ?                     | ?                    |
|             | مجموعة الموردين النوويين                         | ?                     | ?                    |
|             | يونسكو                                           | 4 نوفمبر 1946         | 2 يوليو 1951         |
|             | الفريق المعني برصد الأرض                         | ?                     | ?                    |
|             | مؤسسة التمويل الدولية                            | 20 يوليو 1956         | 20 يوليو 1956        |
|             | المركز الدولي لتسوية المنازعات الاستشارية        | 1 يونيو 1991          | 16 سبتمبر 1967       |
|             | بنك التنمية الآسيوي                              | 1966                  | 1966                 |
|             | منظمة حظر الأسلحة الكيميائية                     | ?                     | ?                    |
|             | مؤسسة التنمية الدولية                            | 24 سبتمبر 1960        | 27 ديسمبر 1960       |
|             | مجموعة أستراليا                                  | 1985                  | 1985                 |
|             | نظام تحكم تكنولوجيا القذائف                      | 1990                  | 1987                 |
|             | وكالة ضمان الاستثمار متعدد الأطراف               | 10 فبراير 1999        | 12 أبريل 1988        |
|             | الاتحاد الدولي للاتصالات                         | 27 مايو 1878          | 29 يناير 1879        |
|             | منظمة الشرطة الجنائية الدولية                    | ?                     | ?                    |
|             | الأمم المتحدة                                    | 1 نوفمبر 1945         | 18 ديسمبر 1956       |
|             | البنك الدولي للإنشاء والتعمير                    | 5 أغسطس 1947          | 13 أغسطس 1952        |
|             | المنظمة الهيدروغرافية الدولية                    | ?                     | ?                    |

## وصلات خارجية
- موقع وزارة الخارجية الأسترالية
- موقع وزارة الخارجية اليابانية